# غيليس بوالو
غيليس بوالو (بالفرنسية: Gilles Boileau)‏ هو لغوي ومترجم وشاعر فرنسي، ولد في 22 أكتوبر 1631 في باريس في فرنسا، وتوفي بنفس المكان في 10 مارس 1669.